# Club Atlético Pantoja
O Club Atlético Pantoja é um clube de futebol sediado em Santo Domingo na República Dominicana. A equipe disputa a Liga Dominicana de Futebol.

## Títulos
- Campeonato Dominicano de Futebol: 2000–01, 2002–03, 2004–05, 2009, 2011–12, 2015 e 2019.
- Campeonato de Clubes da CFU: 2018